# Ägyptische Fayence
Als Ägyptische Fayence wird in der Archäologie und Ägyptologie ein Material bezeichnet, das zu etwa 95 % aus Quarzsand (genauer: aus zermahlenem Sand oder Sandstein) besteht und mit Ton, Metalloxiden, Kalk und Alkalien versetzt ist. Es wurde geformt, getrocknet und gebrannt. Beim Trocknen treten die metallischen Verbindungen an die Oberfläche und bilden beim Brennen eine grün-blaue Glasur. Die Objekte wurden zu Dekorations- und Gebrauchszwecken eingesetzt. Diese Technik beschränkte sich nicht nur auf Ägypten. Auch in vielen Regionen Europas sowie des Alten Orients wurden Gegenstände aus diesem Material hergestellt. Die Ägyptische Fayence muss streng unterschieden werden von Tonen mit deckenden Blei- oder Zinnoxidglasuren, die heutzutage nach der italienischen Stadt Faenza als Fayence bezeichnet werden (siehe Fayence). Fayenceobjekte erfreuten sich zu allen Zeiten der ägyptischen Geschichte großer Beliebtheit. Aus Ägyptischer Fayence wurden unter anderem Kacheln, Vasen, Götterfiguren und sogar Spielzeug angefertigt.

## Terminologie
Die alten Ägypter nannten ihre Fayence Tjehenet (ṯḥnt) oder seltener Chesbedj (ḫsbḏ), was auch für Lapislazuli verwendet wurde. Beide Wörter sind sprachlich eng verwandt mit „glänzen“ oder „schimmern“, was die Rolle der Fayence als künstlichen Schmuckstein herausstellt. Das heißt aber nicht, dass Fayence als minderwertiger Lapis oder Türkis angesehen wurde, wenn auch der Ausdruck „echter Lapis“ für das Mineral manchmal gebraucht wurde.
Die antiken Griechen nannten die Ägyptische Fayence Kyanos (κυανος), was wörtlich übersetzt „bläulich“ bedeutet und auch den Schmuckstein Lapislazuli bezeichnen konnte. Die Römer umschrieben Ägyptische Fayence mit Caeroleum, was ebenfalls „bläulich“ bedeutet. Sie glaubten, dass Ägyptische Fayence in Alexandria erfunden worden sei. Aus der 19. Dynastie Ägyptens ist der seltene Beamtentitel Imi-ra iru-chesbedj (zu dt. „Aufseher über die Fayence-Hersteller“) überliefert.
Wie bereits Alfred Lucas feststellte,  ist Fayence eigentlich nicht der geeignetste Begriff für das Material. Im deutschen Sprachraum wird der Begriff "Quarzkeramik" bevorzugt. Um es von der tonhaltigen Fayence zu unterscheiden, die ihre Bezeichnung von der italienischen Stadt Faenza erhielt und die heute teilweise auch als Majolika bezeichnet wird, wird das Material auch als „Ägyptische Fayence“ bezeichnet. Allerdings war das Material in der Antike weit verbreitet und taucht in Mesopotamien, im Mittelmeerraum und Nordeuropa bis nach Schottland auf. Meistens wurde das Material lokal hergestellt. Damit wäre die Bezeichnung ägyptische Fayence in diesen Kontexten wiederum verwirrend und das Element ägyptisch wird deshalb inzwischen weggelassen.

## Zusammensetzung
Die Grundsubstanz der gewöhnlichen ägyptischen Fayence besteht aus etwa 95 % Quarzsand (das heißt zermahlener Sand oder Sandstein), der versetzt ist mit Ton, Metalloxiden und Kalk, die bereits alle zur Glasbildung erforderlichen Bestandteile darstellen, ausgenommen Alkalien, die sich aus ähnlichen Ausgangsstoffen wie Calcium, Silikaten und Soda oder Pottasche zusammensetzen. Je nach Gehalt an Eisenoxiden konnten die Kerne braun-graue, sehr dunkle, gelbliche, rötliche, mattblaue und grünliche Töne aufweisen. Je gröber der Sand war, desto weniger fest waren die Kerne. Feinst zerkleinerte, durchsichtige Flusskiesel ergaben harte, weiße Kerne, die insbesondere für die kleinen Fayencen verwendet wurden.
Ab der 22. Dynastie finden sich auch „glasige Fayencen“, die nach Mischverhältnis der Grundsubstanzen und Verarbeitungsmethode zwischen Fayence und Glas einzuordnen sind. Gleichzeitig tauchen erstmals bleihaltige Glasuren auf, mit denen sich nicht nur Fayenceobjekte, sondern auch Töpferwaren glasieren ließen.

## Herstellung

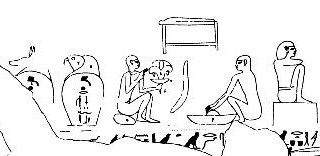
Darstellung aus dem Grab des Ibi (TT36) in Theben. Der Arbeiter rechts verknetet vermutlich die Grundsubstanz zu einer formbaren Masse und jener links formt ein Objekt.

### Präparieren der Grundsubstanz
Ähnlich der Herstellung von Töpferwaren wurde die Grundsubstanz mit Wasser zu einer formbaren Masse verknetet und nach dem Trocknen mehrere Stunden bei etwa 800 °Celsius im Ofen gebrannt. Partiell entstanden dabei verglasende Sinterkörper.
Die Glasur, die ebenfalls gebrannt wurde, stellte man aus einer Mischung aus fein pulverisiertem Sand, Kalk, Soda und Kupferoxid her. Diese Mixtur wurde nach dem Brand zerstoßen und mit Wasser vermischt. Darin wurde der Grundkern getaucht oder damit übergossen. Abschließend wurde das Objekt nochmals bei etwa 650°-700 °C gebrannt, um eine feste Glasur zu erhalten.

### Formen
Der Grundkern konnte wie Töpferton geformt und nach dem Trocknen oder Brennen überarbeitet werden. Gefäße formte man frei, auf der Töpferscheibe oder in Halbschalenformen. Kacheln und Bauschmuck formte man mit der Hand. Durchbohrungen und Ösen für figürliche Arbeiten, Einlagen, Anhänger usw. erzielte man, indem man Drähte oder halmartiges Material durchstieß und nach dem Brand herausnahm, beziehungsweise es im Ofen verbrennen ließ. Fayencen konnten auch in Formen gebrannt werden, wenn vorher eine separierende Zwischenschicht aufgebracht worden war. Von Hand wurden auch die größten erhaltenen Fayencen geformt, nämlich das ca. 2 m hohe Was-Zepter Amenophis’ II. und die ca. 0,60 m großen Löwen aus Qantir, die in mehreren Teilen gearbeitet und auf Holzpflöcken zusammengesetzt und glasiert wurden.
Bildliche Darstellungen der Fayence-Herstellung sind selten. Archäologische Hinweise auf Fayence-Werkstätten sind dagegen vielerorts erhalten geblieben, meist in der Nähe von Königsresidenzen und Tempeln, beispielsweise in Malqata, Amarna, Gurob, Qantir, Tell el-Yahudiya, Naukratis, Memphis und Abydos. Meistens handelte es sich um Funde wie Rohmaterialien, Instrumente, Tonformen und Abfälle. Feuerstellen und Ofenreste konnten hingegen seltener beobachtet werden.

### Verzierung

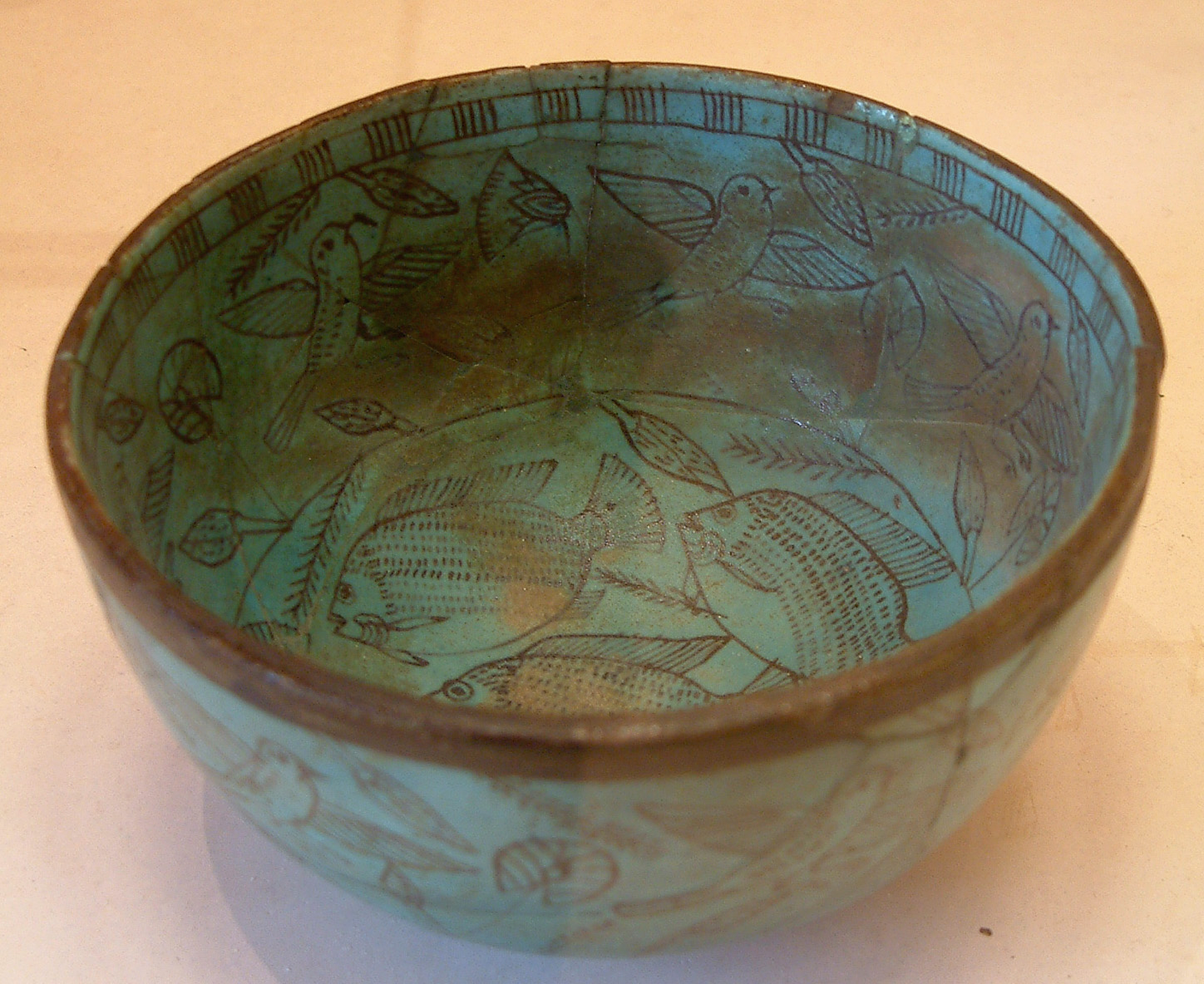
Dekorierte Fayence-Schale aus dem Mittleren Reich

Die Glasuren waren vorwiegend blau-grünlich – in der Farbsymbolik die übelabwehrende Farbe der Talismane. Vereinzelt waren sie im Mittleren Reich und zu Beginn des Neuen Reiches auch leuchtend blau. Später kamen viele Farben hinzu. In der Spätzeit waren sie meist mattgrünlich und in der ptolemäisch-römischen Zeit grünlich.
Vor dem Brand konnten Ornamente und Schriftzüge auf die getrocknete Glasursubstanz aufgetragen werden. Dazu verwendete man mangan- und carbonathaltige Farben in linearer Pinselmalerei. Diese erreichte ihren Höhepunkt in Darstellungen von Uferlandschaften mit Pflanzen, Fischen, Vögeln, Mädchen und Anderem, ab dem Mittleren Reich auf Nilpferdkörpern und Vasen, insbesondere auf Trinkschalen des Neuen Reiches.
Es konnten auch verschiedenfarbige Glasurschichten übereinander auf den Grundkörper aufgetragen werden: Zuunterst die wiederholtem Brand standhaltenden dunklen Farben, die hellen, im Feuer leicht umschlagenden Farben zuletzt. Muster konnten auch aus der Grundfarbe gekratzt und mit andersfarbigen Glasurpasten aufgefüllt werden. Daneben finden sich auch Fayence-Einlagen wie Rosetten, Hieroglyphen und Imitationen von Halbedelsteinen.

### Nutzung der fertigen Ware
Wie bereits eingangs erwähnt, wurden aus Ägyptischer Fayence die unterschiedlichsten Zier- und Nutzobjekte hergestellt: Kacheln, Schalen, Vasen, Becher, Götterfiguren und Figurinen, aber auch Skarabäen, Ohrringe, Armreife, Uschebtis und sogar Spielzeuge wurden aus Fayence angefertigt. Die meisten waren als Grabbeigaben gedacht, manche Schmuckobjekte allerdings scheinen tatsächlich zu Lebzeiten der Besitzer getragen worden zu sein. Objekte aus Fayence wurden aber auch als Tauschware exportiert, Handelspartner waren unter anderem Syrien, Byblos und die Levante.

## Kunsthistorisches
|                                                       |                                                      |                                                          |
| Gefäßfragment mit dem Namen des Hor-Aha (1. Dynastie) | Fayencekacheln aus dem Grab des Djoser (3. Dynastie) | Skarabäus mit losen Flügeln (Griechisch-römische Epoche) |

Ägyptische Fayence ist seit der ausgehenden Prädynastik belegt. Archäologische Funde stammen aus Gräbern von Naqada und Tarchan. Die meisten Fundstücke sind Perlen und Amulette in Gestalt königlicher Serechs mit Horusfalken, aber auch Rollsiegel sind belegt. Während der Frühdynastischen Epoche scheint die Fayenceproduktion ihre erste Blütezeit erfahren zu haben: Aus dem Grab des Königs (Pharao) Aha (1. Dynastie) in Abydos beispielsweise stammt ein Gefäßbruchstück aus Fayence mit dem Namen des Königs darauf. Von der Nilinsel Elephantine stammen ovale Fayenceplaketten mit den stilisierten Köpfen von Igeln auf ihren Vorderseiten. Im Alten Reich wurden Figurinen und Vasen produziert, zu den bekanntesten Fayence-Objekten aber gehören zweifellos die berühmten „Blauen Kammern“ im Grablabyrinth unter der Stufenpyramide des Königs Djoser (3. Dynastie) in Sakkara. Ebenfalls berühmt sind die goldverzierten Fayencekacheln des Königs Neferefre (5. Dynastie), gefunden in dessen Pyramidentempel. Aus dem Mittleren Reich stammen mehrere kunstvoll verzierte Zier- und Spielfiguren, berühmt ist das „Blaue Nilpferd“ (12. Dynastie) aus Mair. Ab dem Neuen Reich wurden auch sogenannte Uschebtis und Skarabäen aus Fayence als Grabbeigaben hergestellt, bekannt sind die Uschebtis von Ramses II. (19. Dynastie) und die Uschebti des Taharqa (25. Dynastie). Aus der griechisch-römischen Zeit stammen kleine bis mittelgroße, paddelförmige Figuren aus Fayence mit echtem Menschenhaar, bei denen unklar ist, ob es sich um Kinderspielzeug oder um rituelle Votivfigürchen handelt. Aufgrund der eindeutig sexuellen Symbolverzierung wird aber mehrheitlich von Letzterem ausgegangen.